# 板台枠
板台枠（いただいわく）とは、厚さ1 - 2インチ（25.4 - 50.8 mm（ミリメートル））程度の圧延鋼板を切り抜いて製作した台枠を指す。

## 概要
板台枠は、日本においては通常厚さ1インチ（25.4 mm）程度の圧延鋼板を切り抜いて製作した台枠が多い。ただし英語版の通り、欧米では2インチ程度まで存在し、逆に日本で中国の1 m（メートル）軌間鉄道（同蒲鉄路:現在は標準軌）向けに軽量化・しなりによる急曲線対応を狙ってそれより薄い3/4インチ（19 mm）の台枠を用いた蒸気機関車を製造したことがある。

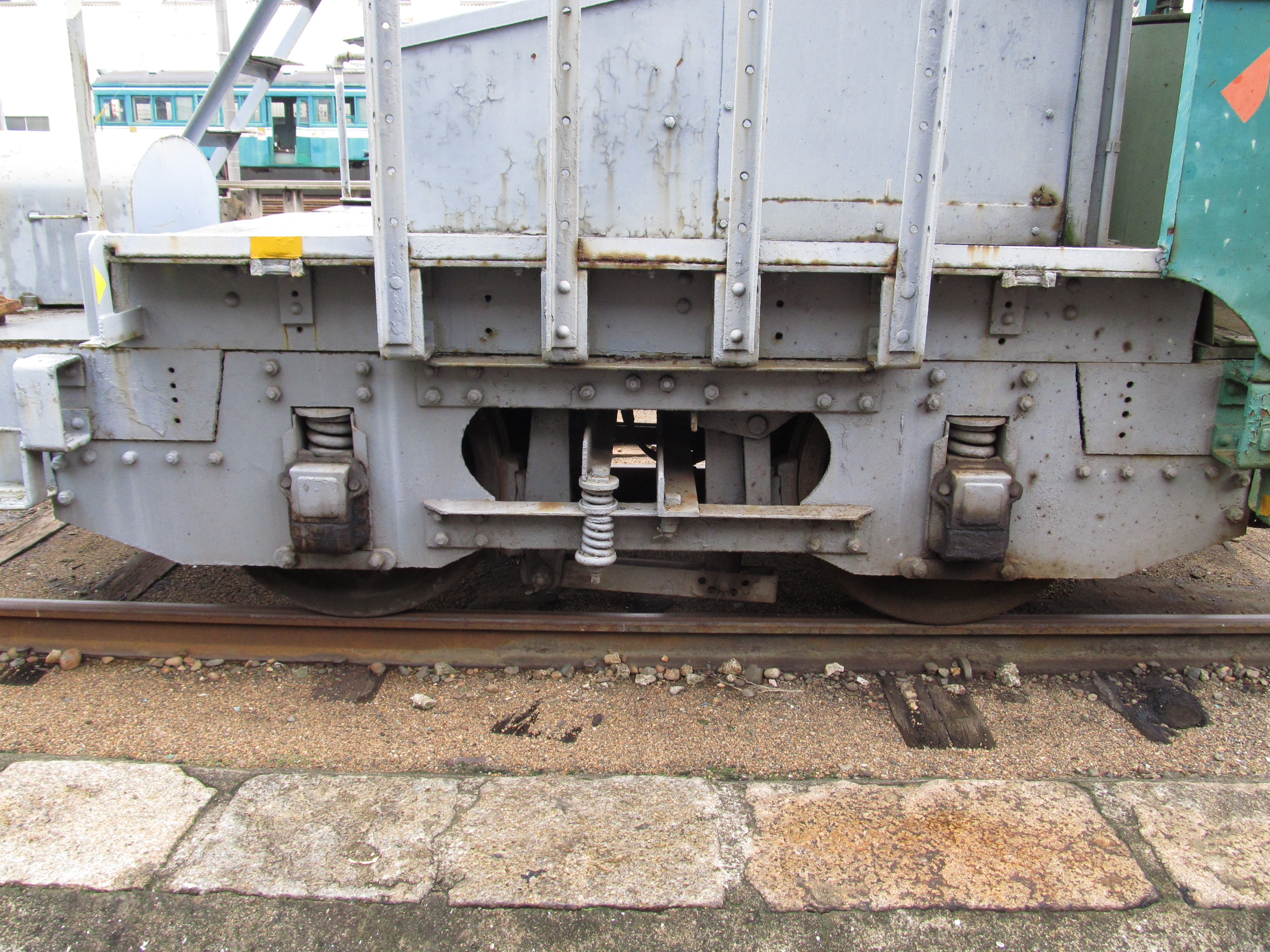
TR-1の板台枠台車

## 特徴
棒台枠と比較すると、軸箱を支える軸箱守の部分に鋳造品が別途必要となること、開口部が少なくなるため、内部点検に少々不便なことなどが欠点ではあるが、量産されていて廉価な桁素材を使用できること、亀裂等発生時の溶接加修が容易なこと、縦方向の負荷に強いこと、各部材の取り付け加工や交換が容易なことなどが長所として挙げられる。

## 評価
日本の国有鉄道においては、自身の設計による板台枠を採用した制式機関車の存在すら無視して、その欠点が挙げられて不当に貶められた方式であるが、世界最速を記録した、ロンドン・アンド・ノース・イースタン鉄道 (LNER) のA4形「マラード号」をはじめとするイギリスの各鉄道が設計製造した本線用大型蒸気機関車群の多くが板台枠を採用していたことや、現在においてもヨーロッパでは台車設計に用いられる機会が多いことが示すように、棒台枠と比較して特段劣った点のある方式ではない。また現代日本においても台車はプレス鋼板やパイプの溶接組み立てによる箱型板台枠と呼ぶべき構造が主なものであり、中実の棒台枠はTR41系列等に見られる程度である。
むしろ日本の鉄道における板台枠の問題は、適切な厚みと品質を備えた圧延鋼板の安定供給が難しく、かつ狭軌であるために保守の都合上、蒸気機関車の主台枠にどうしても大きな開口部が必要であった、という当時の日本の工業技術水準や品質管理能力、それに何より軌間や線路の軸重上限、橋梁の荷重設計の貧弱さ、といった軌道インフラの低規格に起因する制約条件にこそ原因があったと言うべきであろう。